# Змейко Долгач
Змейко Цветков – Долгач е български революционер, крушевски деец на Вътрешната македоно-одринска революционна организация.

## Биография
Долгачов е роден в прилепското село Кошино, тогава в Османската империя. Влиза във ВМОРО. Взима участие в Илинденско-Преображенското въстание през лятото на 1903 година с отряда на Гюрчин Наумов и в отбраната на Крушево. След въстанието е войвода в Крушевско и Азот. Убит е от преминалия на страната на сръбската пропаганда свой брат Йован Долгач, защото отказва да премине на сръбска страна. Женен е за Каранфилка, с която има четири деца: Стоянка, Томче, Благуна и Йордена.